# Европско првенство у атлетици у дворани 1973 — 1.500 метара за жене
Такмичење у  трци на 1.500 метара у женској конкуренцији на 4. Европском првенству у атлетици у дворани 1973. одржано је 11. марта 1973. године у Арени Ахој у Ротердаму, Холандија.

## Земље учеснице
Учествовало је 3 атлетичарки из 3 земље.
1. Бугарска (1)
2. Западна Немачка (1)
3. Источна Немачка (1)

## Рекорди
Извор:
| Рекорди пре почетка Европског првенства у дворани 1973.     | Рекорди пре почетка Европског првенства у дворани 1973. | Рекорди пре почетка Европског првенства у дворани 1973. | Рекорди пре почетка Европског првенства у дворани 1973. | Рекорди пре почетка Европског првенства у дворани 1973. | Рекорди пре почетка Европског првенства у дворани 1973. |
| ----------------------------------------------------------- | ------------------------------------------------------- | ------------------------------------------------------- | ------------------------------------------------------- | ------------------------------------------------------- | ------------------------------------------------------- |
| Светски рекорд у дворани                                    | Тамара Пангелова                                        | Совјетски Савез                                         | 4:14,62                                                 | Гренобл, Француска                                      | 12. март 1972.                                          |
| Европски рекорд у дворани                                   | Тамара Пангелова                                        | Совјетски Савез                                         | 4:14,62                                                 | Гренобл, Француска                                      | 12. март 1972.                                          |
| Рекорди европских првенстава у дворани                      | Тамара Пангелова                                        | Совјетски Савез                                         | 4:14,62                                                 | Гренобл, Француска                                      | 12. март 1972.                                          |
| Рекорди после завршеног Европског првенства у дворани 1973. |                                                         |                                                         |                                                         |                                                         |                                                         |
| Нових рекорда није било.                                    |                                                         |                                                         |                                                         |                                                         |                                                         |

## Освајачи медаља
|                            |                        |                            |
| Елен Тител Западна Немачка | Тонка Петрова Бугарска | Ирис Клаус Источна Немачка |

## Резултати

### Финале
| Пласман | Атлетичарка   | Земља           | Резултат | Белешка |
| ------- | ------------- | --------------- | -------- | ------- |
|         | Елен Тител    | Западна Немачка | 4:16,17  | ЛР      |
|         | Тонка Петрова | Бугарска        | 4:17,20  |         |
|         | Ирис Клаус    | Источна Немачка | 4:21,49  |         |

## Укупни биланс медаља у трци на 1.500 метара за жене после 4. Европског првенства у дворани 1971—1973.
Диисциплина није била на програму 1. Европског првенства 1970.
|    | Земља                |   |   |   |   |
| -- | -------------------- | - | - | - | - |
| 1. | Совјетски Савез      | 1 | 2 | 1 | 4 |
| 2, | Уједињено Краљевство | 1 | 0 | 0 | 1 |
| 2, | Западна Немачка      | 1 | 0 | 0 | 1 |
| 4. | Бугарска             | 0 | 1 | 1 | 1 |
| 5. | Источна Немачка      | 0 | 0 | 1 | 1 |
|    | Укупно {5}           | 3 | 3 | 3 | 9 |

|    | Атлетичарка      | Земља           |   |   |   |   |
| -- | ---------------- | --------------- | - | - | - | - |
| 1. | Тамара Пангелова | Совјетски Савез | 1 | 0 | 1 | 2 |
| 2. | Људмила Брагина  | Совјетски Савез | 0 | 2 | 0 | 2 |